# Heinz Hungerland
Heinrich Friedrich Wilhelm "Heinz" Hungerland, född den 5 maj 1873 i Bremen, död den 7 juni 1946 i Osnabrück, var en tysk universitets- och folkhögskolelärare, diktare med mera, vilken under åren 1902-1914 var ett välkänt original i det akademiska Lund.

## Biografi
Hungerland, som var son till en järnvägstekniker, växte upp i Osnabrück samt bedrev därefter universitetsstudier på ett flertal orter såväl inom som utom Tyskland: Greifswald, Münster, Göttingen, London, Köpenhamn och Kiel. På sistnämnda ort blev han 1902 filosofie doktor. Samma år sökte och fick han tjänsten som lektor i tyska vid Lunds universitet.
Hungerlands lektorat förlängdes under de följande åren ett antal gånger, dock inte efter 1908. Anledningen härtill framgår tydligt av universitetets svar på Hungerlands överklagande av detta faktum. Humanistiska sektionen skrev bland annat att "Dr Hungerlands uppträdande har mot slutet av tiden för hans anställning härstädes blivit allt mera aggressivt och anstötligt" samt att denne "överhuvud i sin umgängelse anslagit en ton, ägnad att framkalla ovilja mot honom själv och – vad betänkligare är – hos oerfarna personer även mot det folk han tillhör." Därtill hade han även dragit in sina studenter i "osunda penningtransaktioner".
Hungerland kom att tillbringa de nästföljande sex åren i Lund som "privatlärd". Han sökte försörja sig som privatlärare, som läroboksförfattare och som diktare, men trots en hög produktivitet befann han sig (bland annat eftersom han hade en stor familj) i konstant ekonomisk knipa och var i den akademiska världen ökänd för sina oblyga försök att låna eller lura till sig pengar. Kombinerat med hans enorma aptit på mat och dryck, hans totala brist på självdistans och hans högljudda stortyska chauvinism gjorde detta Hungerland till ett välbekant lokalt original och ett föremål för drift samt en rik anekdotflora. I mer eller mindre skönlitterär gestalt finner man honom skildrad av samtida lundaförfattare som Harald Wägner (i novellen "Decemberkvällen", senare omarbetad till ett kapitel i romanen I templets skugga) och Frank Heller (självbiografin På detta tidens smala näs och kåseriet "En urgerman"). Den senare skriver bland annat att "Otaliga äro de berättelser som gå om den store doktorn, i regel sannare ju mera otroliga de äro, ty mannen var otrolig."
Vid första världskrigets utbrott 1914 återvände Hungerland till Tyskland. Uppgifter om att han därvid skulle ha vistats vid fronten och sårats betvivlades i svenska medier som Folkets Tidning och troligen var Hungerlands krigsinsats i första hand kulturell och propagandistisk. År 1915 gav han tillsammans med en Konrad Köhler ut en omfattande diktantologi med patriotiska krigsdikter betitlad Siegrunen - Kriegsgesänge aus Deutschlands grösster Zeit. Ett flertal av dikterna i antologin var författade av Hungerland själv men här fanns även enstaka bidrag av kända skalder som Hermann Sudermann och Hermann Hesse.
Efter kriget verkade Hungerland i Osnabrück, bland annat som ledare för "Das Archivs für Volkskunde des Osnabrücker Landes" och som medgrundare av en lokal folkhögskola. Han sökte även anställning vid stadens museum (som han önskade omorganisera med Kulturen i Lund som förebild), men förgäves. Eventuellt kan han under 1920-talet ha haft koppling till det höger-antisemitiska Thulesällskapet. Hans senare eventuella relation till nazismen är inte i detalj utredd.

## Familj
Hungerland ingick den 15 maj 1903 i Köpenhamn äktenskap med den irländska professorsdottern Nelly Mac Master Alexander, med vilken han fick barnen Heinz (född 1904), Eileen (född 1905; gift med apotekare Gottfrid Grahn), Ossian (född 1907), Harold (född 1910), Erin (född 1912) och Balder (född 1916).